# Mikrodatorn
Mikrodatorn, skrivet MikroDatorn, var Sveriges äldsta magasin om persondatorer. Tidningen startades 1978 av Lennart Zetterström och Lauri Pappinen, och trycktes i A5-format på Göstas Snabboffset i Stockholm. Senare kom den att ingå i IDG-familjen där den utkom med 17 utgåvor per år. Tidningen ansågs mer avancerad och var avsedd för en mer kvalificerad målgrupp än till exempel systertidningen PC för alla. Mikrodatorn försvann som papperstidning år 2007 då den slogs ihop med Nätverk & kommunikation till nya titeln Techworld.
Mikrodatorn levde kvar på nätet under en tid, och blev den 31 mars 2011 en del av PC för alla med namnet PC för alla extreme med inriktning mot datorkomponenter som grafikkort, processorer och moderkort. Tester och nyheter hörde till huvuddelen av innehållet. Webbplatsen lades ner några år senare och kvar finns enbart PC för Alla.